# Friedrich Wilhelm von Halem (Mediziner)
Friedrich Wilhelm von Halem (* 13. November 1762 in Aurich; † 25. Mai 1835 ebenda) war Medizinalrat in Aurich und (Mit-)Begründer des Seebades Norderney.

## Leben

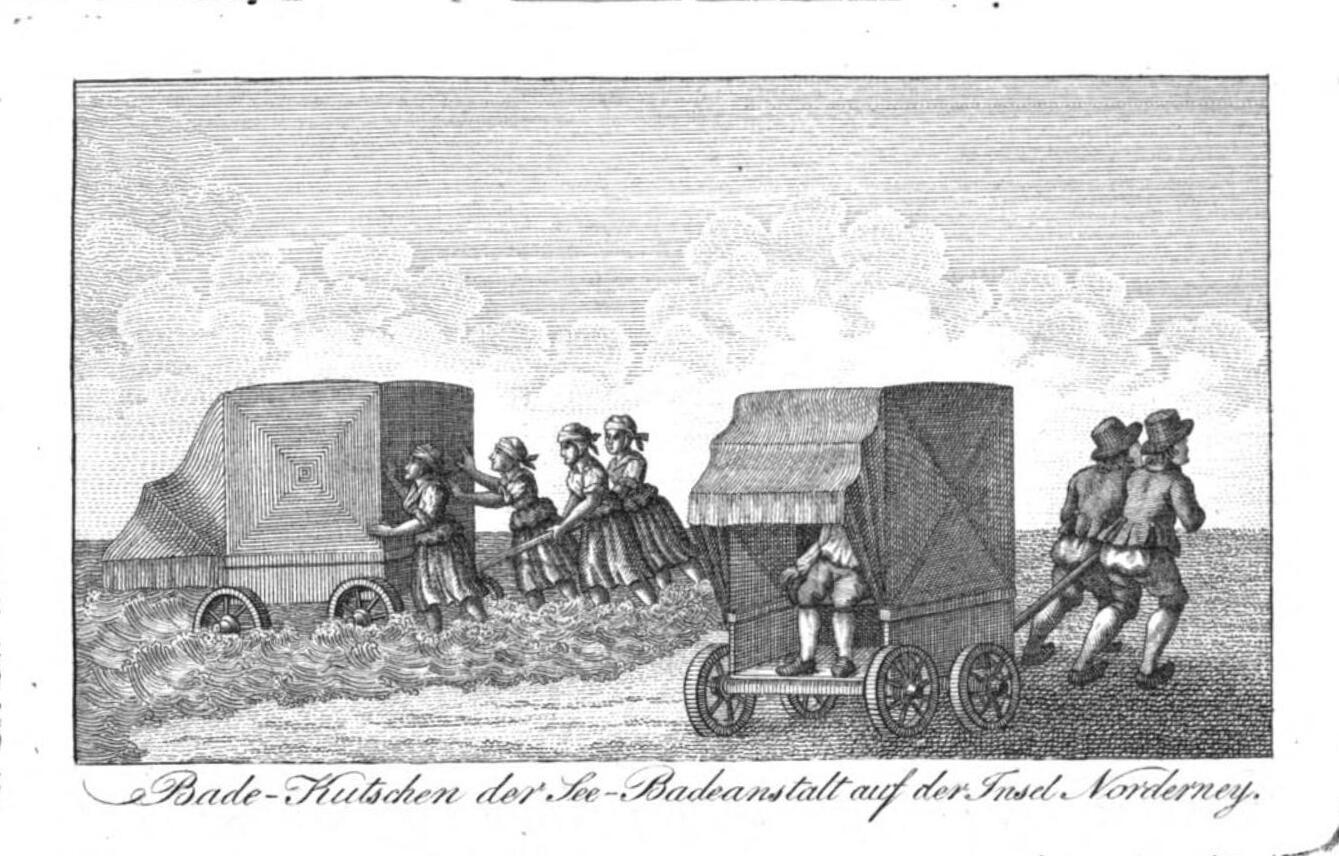
Bild eines Badekarrens auf der Insel Norderney vor 1822 aus dem Buch Die Insel Norderney und ihr Seebad nach dem gegenwärtigen Standpuncte

Er war der zweite Sohn des königlich preußischen Rates und Amtsverwalter von Pewsum und Greetsiel, sowie Sekretär der ostfriesischen Regierung Wilhelm Friedrich von Halem (1726–1785) und dessen erster Frau Dorothea Schnedermann (1733–1762).
Von Halem kam 1774 auf die Ulrichs-Schule in Norden und ging 1781 an die Universität in Halle, um dort Medizin zu studieren. Er wechselte Ostern 1783 nach Göttingen, im Jahr darauf zurück nach Halle und dann weiter nach Berlin. Dort nahm er an den öffentlichen Anatomiekursen teil und ging dann nach Frankfurt an der Oder. Am 20. Mai 1785 wurde er dort zum Doktor der Medizin ernannt. Er blieb zunächst einige Zeit in Berlin und wurde am 7. Dezember 1786 Doctor der Medizin und Chirurgie Arzt in Emden. Im Mai 1787 wurde er von den Ostfriesischen Ständen zum Landphysikus Ostfrieslands ernannt. Am 28. November 1787 wurde er von der ostfriesischen Regierung bestätigt und zog daraufhin nach Aurich, wo sich der Sitz der Regierung befand. Im Sommer 1788 wurde er von den Ständen nach Berlin geschickt, von dort ging er nach Doberan im damaligen Mecklenburg, um die dortige Bäderkultur zu studieren. In seinem Bericht führte er aus, dass die Menge der wirksamen Bestandteile im Wasser der Nordsee wesentlich größer sei. Da aber an der Küste das Watt liegt, empfahl er die Insel Norderney zu nutzen. Daher wurde von den Ständen beschlossen auf der Insel eine Badeanstalt einzurichten. Diese wurde am 3. Oktober 1797 eröffnet. 1802 bekam er die förmliche Anstellung als Arzt der Badeanstalt und war aber auch für die Verwaltung zuständig.
Bereits 1798 wurde er Mitglied in medizinischen Provinzial-Colleg und war für die Überwachung aller Ärzte (außer den in Berlin examinierten) zuständig. Nachdem die Regierung 1797 die Kosten für das 1792 errichtete Hebammen-Institut in Aurich übernommen hatte, wurde von Halem 1799 zum ersten Lehrer am Institut bestimmt. Als das preußische Ostfriesland 1806 durch das Königreich Holland besetzt wurde, musste er seine Ämter als Landphysikus, Medizinalrat, Badearzt und Lehrer am Hebammen-Institut aufgeben. 1810 wurde Ostfriesland Teil des neuen Départements Ems-Oriental. Die neue Verwaltung hob 1811 alle medizinischen Einrichtungen auf, aber schon zuvor hatte die Badeanstalt auf Norderney unter dem Krieg arg gelitten. Von Halem wurde bereits 1809 nach Amsterdam beordert, wo er dem Innenministerium zugeordnet wurde. Neben seiner Tätigkeit dort besuchte er die Universitäten von Leiden und Utrecht. Als die Franzosen 1812 die Macht über das Königreich Holland übernahmen, bildeten sie die Jury de Médecine. Im Juni 1812 wurde auch er zu einem der Mitglieder. Bevor die Institution wirksam tätig werden konnte, wurde sie schon wieder eingestellt und Halem kam nun zur medicine de recrutement (Musterungskommission). Daher entschloss er sich zu einer sechsmonatigen Reise zu verschiedenen Universitäten. Als die Preußen im November 1813 wieder die Macht in Ostfriesland übernahmen, bat ihn der damalige Landesdirektor Friedrich von Bernuth das Medizinalwesen neu zu ordnen. Da Ostfriesland aber bereits 1815 an das Königreich Hannover fiel, kam erneut eine neue Regierung und neu Änderungen. Das Hebammen-Institut wurde zwar bereits 1814 wieder errichtet, aber von der Regierung 1819 nach Emden verlegt. Auch das Seebad Norderney wurde wieder gefördert. Seine Stellung als Badearzt gab er 1820 auf. 1822 ernannte ihn die Naturforschende Gesellschaft zu Emden zu ihrem Ehrenmitglied. Er erlitt im Sommer 1834 während eines Aufenthalts auf Norderney einen Schlaganfall, und Neujahr 1835 einen weiteren, der ihn fast vollständig lähmte. Er starb im Mai 1835 in Aurich.

## Freimaurerei
Halem war Mitglied der Johannisloge Zur Eintracht in Berlin und 1788 Mitgründer der Loge Zur wahren Treue in Emden.

## Familie
Von Halem war zweimal verheiratet. Seine erste Frau Susanne von Halem (1765–1790) heiratete er am 12. April 1788 in Emden. Sie war die Tochter des preußischen Oberamtmanns in Esens Gerhard von Halem (1720–1795) und dessen Frau Theda Beata Becker. Nach ihrem Tod heiratete er am 9. November 1791 in Riepe Anna Mencke (* 10. Dezember 1771; † 10. März 1845). Sie war die Tochter des Bürgermeisters von Esens Wilhelm Rudolf Mencke und seiner Frau Anna Helena Roese. Beide Ehen blieben ohne Kinder.

## Werke
Während seiner Zeit veröffentlichte er zahlreiche Artikel in Fachzeitschriften. Daneben schrieb er auch einige Bücher unter anderem:
- 1808, Anleitung zur holländischen Sprache für Geschäftsmänner und Kaufleute in der Google-Buchsuche
- 1822, Die Insel Norderney und ihr Seebad, nach dem gegenwärtigen Standpuncte in der Google-Buchsuche

Noch nicht vollständig freigegeben
- 1785, De tympanite in der Google-Buchsuche
- 1792, Io.Andreae Murray D. Equit. Ord. Suec. de Wasa prof. Goetting. etc. Enumeratio librorum praecipuorum medici argumenti in der Google-Buchsuche
- 1801, Ueber die Seebade-Anstalt auf der Ostfriesischen Insel Norderney in der Google-Buchsuche
- 1811, Kleines echt Holländisches Handwörterbuch für Geschäfftsmänner und Kaufleute in der Google-Buchsuche
- 1815, Beschreibung Der Zum Fürstenthum Ostfriesland Gehörigen Insel Norderney, Und Ihrer Seebade-Anstalten in der Google-Buchsuche
- 1826, Verzeichnis der von Herrn Tileman Dothias Wiarda nachgelassenen Bücher, welche Verkauft werden sollen in der Google-Buchsuche

- 1836, Verzeichniss der von F.W. Von Halem nachgelassenen Bücher, welche Verkauft werden sollen in der Google-Buchsuche